# بورخولدریا پسومالئی
بورخولدریا پسومالئی (نام علمی: Burkholderia pseudomallei) نام یک گونه از سرده بورخولدریا است.
بورخولدریا پستومالئی، یک باسیل کوچک، متحرک، اکسیداز مثبت، هوازی و گرم منفی است. این باکتری در محیط‌های استاندارد باکتری شناسی به شکل مطلوبی رشد می‌نماید. بورخولدریا پستومالئی در دمای ۴۲ درجه سانتی گراد رشد نموده و گلوکز، لاکتوز و سایر کربوهیدرات‌ها را اکسید می‌نماید. ارگانیسم یک ساپروفیت طبیعی است که از خاک، آب تازه، شالیزارهای برنج و سبزیجات کشت داده شده جدا شده واز طریق تنفس و گاهی تلقیح پوستی به انسان سرایت می‌نماید. اغلب افرادی که در تماس با این ارگانیسم هستند بدون علامت می‌باشند، با این وجود افراد الکلی، دچار دیابت یا بیماران مبتلا به بیماری‌های کلیوی مستعد عفونت‌های مزمن هستند.
بورخولدریا پستومالئی در انسان سبب ایجاد بیماری ملیوئیدوزیس (به معنی وضعیت مشابه کج‌خلقی) می‌شود. دوره نهفتگی امکان دارد از ۲ الی ۳ روز یا چند سال باشد. در صورتیکه محل ورود باکتری از راه آسیب پوستی باشد امکان دارد در محل ورود یک عفونت موضعی چرکی ایجاد گردد. شایعترین شکل بیماری عفونت ریوی است که ممکن است ظاهری حفره‌ای همانند بیماری سل در عکس‌های قفسه سینه داشته باشد. امکان دارد عفونت چرکی مزمن همراه با آبسته‌هایی در پوست، مغز، ریه، میوکارد، کبد و استخوان ایجاد گردد.
در مناطق اندمیک وجود بیماری برق آسای لوب فوقانی ریه یا بیماری سیستمیک غیرقابل توجیه مطرح کننده تشخیص است. در رنگ آمیزی گرم باسیل کوچک گرم منفی مشاهده می‌شود.
- در رنگ آمیزی رایت یا متیلن بلو باکتری با نمای دو قطبی (نمای سنجاق قفلی) دیده می‌شود.
- جداسازی باکتری بورخولدریا پسودومالئی برای اهداف تشخیصی می‌بایست به دقت صورت گیرد چرا که به شدت عفونت زا است (از این رو در سلاح‌های بیولوژیک هم ممکن است بکار رود).

ملیوئیدوزیس در صورت عدم درمان با مرگ و میر بالایی همراه است. گاهی نیاز به تخلیه جراحی عفونت موضعی است. بورخولدریا پسودومالئی اغلب به چند نوع آنتی‌بیوتیک نظیر سفتازیدیم، ایمی پنم، مروپنم و آموکسی سیلین کلاولانیک اسید و همچنین سفتریاکسون و سفوتاکسیم حساس می‌باشد. این باکتری اغلب به پنی سیلین، آمپی سیلین، سفالوسپورین‌های نسل اول و دوم، جنتامایسین و توبرامایسین مقاوم است. پس از درمان اولیه قوی ۱۴–۱۰ روزه می‌بایست دست کم ۳ ماه درمان با تری متوپریم–سولفامتوکسازول یا داکسی سیکلین جهت ریشه کنی عفونت صورت گیرد.